# Karel III. Bourbonský
Karel III. (17. února 1490 - 6. května 1527) byl francouzský vojevůdce, v letech 1515 až 1521 konetábl Francie. Byl posledním z velkých francouzských feudálních pánů, kteří se dokázali postavit proti francouzskému králi. Velel v roce 1527 jednotkám říšskoněmeckého císaře Karla V. při tažení na Řím, jež skončilo vydrancováním Věčného města známým jako Sacco di Roma, a před Římem byl zabit.

## Život
Karel se narodil v Montpensieru jako druhý syn hraběte Gilberta z Montpensieru a jeho manželky Kláry Gonzagové (1. července 1464 - 2. června 1503). Gilbert zemřel v roce 1496 a jeho starší syn Ludvík II. zemřel svobodný v roce 1501 a zanechal Karlovi tituly rodu a rozsáhlá území v Auvergne.
Karel se oženil se svou příbuznou Zuzanou, vévodkyní z Bourbonu. Jednalo se o dynastický sňatek, jehož cílem bylo urovnat otázku nástupnictví v rodu Bourbonů. Ta vznikla tím, že Zuzanin otec, vévoda Petr II., který byl hlavou rodu Bourbonů, zemřel bez synů. Karel byl potomkem vedlejší linie Bourbonů, a tedy mužským dědicem, zatímco Zuzana byla dědičkou svého otce. Sňatkem se Karlova pozice vévody z Bourbonu stala nespornou. Toto upevnění pozice bylo později důležité i z jiného důvodu: smrtí vévody z Alençonu Karla IV. v roce 1525 se Karel stal dalším v pořadí následnictví francouzského trůnu po třech synech francouzského krále Františka I.
Karel se vojensky vyznamenal již v italských válkách a v roce 1515 byl králem Františkem I. jmenován francouzským konetáblem. Za své služby v bitvě u Marignana (kde velel předvoji) byl odměněn pozicí milánského guvernéra. František však z pyšného a bohatého vévody měl obavy a brzy ho z Milána odvolal a odmítl dostát svým dluhům. Karla také rozzlobilo jmenování Karla IV. z Alençonu, Františkova švagra, velitelem předvoje během tažení do Nizozemska, protože tato funkce měla být jeho.
Smrt Karlovy manželky v roce 1521 vyprovokovala konečnou roztržku mezi Karlem a Františkem. Zuzana odkázala všechen svůj majetek Karlovi, ale králova matka, Louisa Savoyská, si na ně jako Zuzanina příbuzná dělala nárok také. Navrhla otázku vyřešit tím, že se provdá za Karla; ten však ji odmítl, protože Louisa byla o čtrnáct let starší než on. František pak jménem své matky zabavil část bourbonských panství ještě před zahájením soudního procesu. Protože neviděl žádnou naději, že ve sporu zvítězí, Karel uzavřel tajnou dohodu, že zradí svého krále a nabídne své služby císaři Karlu V. On, císař a anglický král Jindřich VIII. vymysleli velký plán na rozdělení Francie. Ten však se nezdařil, protože spiknutí bylo odhaleno; Karel byl zbaven svých funkcí a prohlášen za zrádce. V roce 1523 uprchl do Itálie a vstoupil do císařských služeb.
V roce 1524 Karel vyhnal Francouze pod Bonnivetovým velením z Lombardie a bojoval v bitvě u Pavie. Císař předal Karlovi velení nad smíšenou španělsko-německou armádou (která zahrnovala řadu luteránů) vyslanou k potrestání papeže Klementa VII. Zanedbal však zásobování této armády penězi a jídlem a Karel dokázal vojáky udržet pohromadě pouze slibem bohaté kořisti. Ačkoli Klement sjednal s císařem příměří, armáda pokračovala v postupu a dosáhla v květnu 1527 Říma. Karlova smrt - umělec a zlatník Benvenuto Cellini tvrdil, že vystřelil ránu, která ho zabila - před hradbami odstranila poslední zábrany vojáků, což vyústilo ve vydrancování Říma.
Všechny děti Karla III. a Zuzany Bourbonské zemřely v kojeneckém věku, takže jeho smrtí vymřela i montpensierská linie Bourbonů. Rod však dále pokračoval mladší linií vévodů z Vendôme.